# Lai (Dichtung)
Der Begriff Lai wurde im europäischen Mittelalter für Versdichtungen unterschiedlicher Machart verwendet und ist im Provenzalischen als lais, im Altfranzösischen als lai, im Mittelenglischen als lay und im Mittelhochdeutschen als leich seit ca. 1140 in Gebrauch. Die verschiedenen Phänomene, denen lediglich die Volkssprachigkeit gemeinsam ist, werden nach poetischen Merkmalen differenziert und bezeichnet. Am häufigstens trifft man auf den lai lyrique, den lai breton und den lai arthurien; weitere Formen sind bekannt. 
In der englischen Literatur des 19. Jahrhunderts wird der Begriff für romantische Balladen verwendet. Beispiele sind Thomas Babington Macaulays römische Heldenballaden Lays of Ancient Rome oder Walter Scotts The lay of the last ministrel. Min(i)strels hießen die englischen Spielleute, die die lays vortrugen. 

## Etymologie
Zur Etymologie des Begriffs gibt es verschiedene, strittige Theorien. Ferdinand Wolf leitet es vom altirischen loid/laid ab, was „Lied“ bedeutet. Gaston Paris stellt die Verbindung zum angelsächsischen laic/lac („Gabe“) her, während Richard Baum das lateinische laicus/laice als Ausgangspunkt sieht. Hugo Kuhn geht von der germanischen Wurzel laik aus, was so viel wie „Tanz“ oder „Spiel“ bedeutet, im Angelsächsischen aber auch in der Bedeutung „Opfer“ auftaucht. Hermann Apfelböck verweist auf das althochdeutsche leih („Gesang“, „Melodie“).
Christoph Michael März kritisiert an allen Thesen zur Etymologie die Vermischung von Wort- und Sachgeschichte. Obwohl Etymon und Sache nicht denselben Weg gegangen sein müssen, wird das Etymon für die Geschichte und Inhaltsbestimmung der Sache beansprucht.

## Lai lyrique
Der französische lai lyrique ist eng verwandt mit dem deutschen Leich. Unter diesem Begriff werden monodische (meint hier „einstimmige“) Werke in der Volkssprache zusammengefasst, die sich dem Prinzip der Gleichstrophigkeit entziehen und sowohl lyrische als auch epische und dramatische Elemente aufweisen. Als verhältnismäßig lange und komplexe Texte nehmen die lyrischen Lais schon bei den Trouvères, Troubadours und Minnesängern eine Sonderstellung ein und gelten besonders im 13. Jahrhundert als Königsdisziplin der Lieddichtung.
Ferdinand Wolf vertritt die These, der Lai sei seinem Wesen nach eine Gattung der Volkspoesie, die sich erst später zu einer höfischen Kunstform entwickelt. Dafür spreche, dass die als besonders alt geltenden provenzalischen Lais anonym überliefert sind und Titel tragen, die auf die bretonische Mythologie verweisen (z. B. Lai Markiol). Diese Lais weisen größtmögliche Formenvielfalt auf, sind weniger lang, dafür repetitiver und metrisch wie melodisch einfacher gebaut als ihre mit „Autorennamen“ überlieferten provenzalischen und altfranzösischen Nachfolger. Erst im Laufe der Zeit entwickelt sich eine Tendenz zur Musterbildung heraus, bis der Lais im 14. Jahrhundert bei Guillaume de Machaut seine endgültige, normative Form erhält.
Die frühen provenzalischen und französischen Lais sind in Quellen nordfranzösischer Provenienz überliefert. Ihre Entstehung wird auf vor 1250 datiert. Die Chansonniers, die sie bewahren, stammen aber erst aus dem 13., evtl. 14. Jahrhundert. Nach 1300 gibt es nur noch wenige französische Lais, dazu zählen vier Stücke aus einer mit musikalischen Interpolationen versehenen Handschrift des Roman de Fauvel sowie 19 Stücke des französischen Dichter-Komponisten Guillaume de Machaut.

### Prinzipien der Bauform
Es gibt fast kein Lai, das dem anderen gleicht, jedes besticht durch individuelle Gestaltung und erschafft seine Regeln quasi aus sich selbst heraus. Das Gattungsprinzip, das sie alle miteinander verbindet, ist die „individuelle Formenphysiognomie“, die in einem Verzicht auf Strophigkeit und sonstige regelhaft gesetzte Wiederkehr ihren Ausdruck findet. Jeder Vers ist unterschiedlich lang und verwendet andere Reimworte, kleinere Motive und Phrasen werden aber stetig wiederholt und variiert, bevor neues Material eingebunden wird, was zu einer oft komplexen, metrischen Binnenstruktur führt. Dies ist das zweite grundlegende Prinzip, welches in der Forschung mit „fortschreitende Repetition“ beschrieben wird. (Auch wenn es keine Strophen in dem Sinne gibt, handelt es sich formal um alles andere als „Prosa“. Größere strophenähnliche Formabschnitte werden Versikel genannt.) Außerdem kommt es oft zur Verschleierung von Zäsuren und Kadenzen und zu Enjambements über die Versikelgrenzen hinaus. Die Enddifferenzierung in ouvert- und clos-Kadenzen, die Ausbildung paariger Komplexe (Doppelversikel), die Wiederaufnahme des Anfangs am Ende und die 12-„Strophigkeit“ werden im Laufe der Zeit formbestimmend. In den Melodien der Lais dominiert der G-Modus, während in den mhd. Leichen oft ein Terzengebäude über D oder F anzutreffen ist. (Es sind Melodien zu 43 französischen Lais überliefert.)
Mit zunehmender historischer Entwicklung strebt der heterogene Lais hin zu einer formalen Stabilisierung, die Guillaumes Schüler, der Literat Eustache Deschamps, wie folgt beschreibt: 12 Teile, von denen der erste und letzte in Form und Reim identisch sind, ohne dass sich Reimworte wiederholen, während die anderen zehn dahingehend individuell sind, doch jeder Teil muss vier Viertel haben. Bei Machaut wird mit dem letzten Versikel nicht nur die Form und der Reim, sondern auch die Musik des ersten Versikels wiederholt, diese erklingt jedoch für gewöhnlich eine Quarte oder Quinte höher oder tiefer.

### Verwandte Formen
Eng verwandt mit dem französischen lay lyrique sind nicht nur der ebenfalls volkssprachige, monodische Leich, sondern auch die lateinische Sequenz, der lateinische Planctus und Conductus. Der französische descort ist eine Sonderform des Lais, die ausschließlich Stoffe der amours courtoise behandelt. Auch Tanzformen wie die Estampie oder Ductia werden zum Vergleich herangezogen.

## Lai breton
Der lai breton ist eine kurze epische Versdichtung und einer der mittelalterlichen Vorläufer der Novelle. Die Inhalte der Gedichte entstammen keltischen Sagen. Die wichtigste Sammlung erhaltener bretonischer Lais ist in anglonormannischer Sprache verfasst (der französische Dialekt der Normandie, der am englischen Hof verwendet wurde) und wird Marie de France zugeschrieben.
Die Lais der Marie de France datieren um 1160 und sind in achtsilbigen Reimpaarversen abgefasst. Zu diesen ist keine Musik überliefert, Hinweise im Text und ein leeres Notensystem in einer der Quellen verweisen aber auf die Existenz von dazugehöriger Musik. Nach eigenen Angaben schrieb Marie (mündlich tradierte) bretonische Quellen nieder, weshalb diese Lais lai breton genannt werden. Eine andere Bezeichnung ist lai narrative.
Aus dem deutschen Sprachraum sind keine Lais dieser Machart überliefert, der Leich entspricht dem hier lai lyrique genannten Phänomen.

## Lai arthurien
Eine dritte Form des Lais ist das lai arthurien, ein einfaches Strophenlied. Es taucht in diversen mittelalterlichen Romanen (z. B. Tristan en prose) als ein dem Helden der Geschichte in den Mund gelegtes Lied auf. Es verweist ebenfalls auf bretonische Stoffe und die Sagenwelt um König Artus, woher es seinen Namen bezieht. Es dient vermutlich der Darstellung der kulturellen Bildung des Helden.
Ein Grund für die metrische und melodische Einfachheit dieser Strophenlais könnte im Performativen liegen: Ein vortragender Epensänger ist u. U. nicht versiert genug, um ein Lais wie das lai lyrique von hochkomplexer Machart überzeugend vorzutragen.